# Distretto di Nayagarh
Il distretto di Nayagarh è un distretto dell'Orissa, in India, di 863 934 abitanti. Il suo capoluogo è Nayagarh.